# Warmen

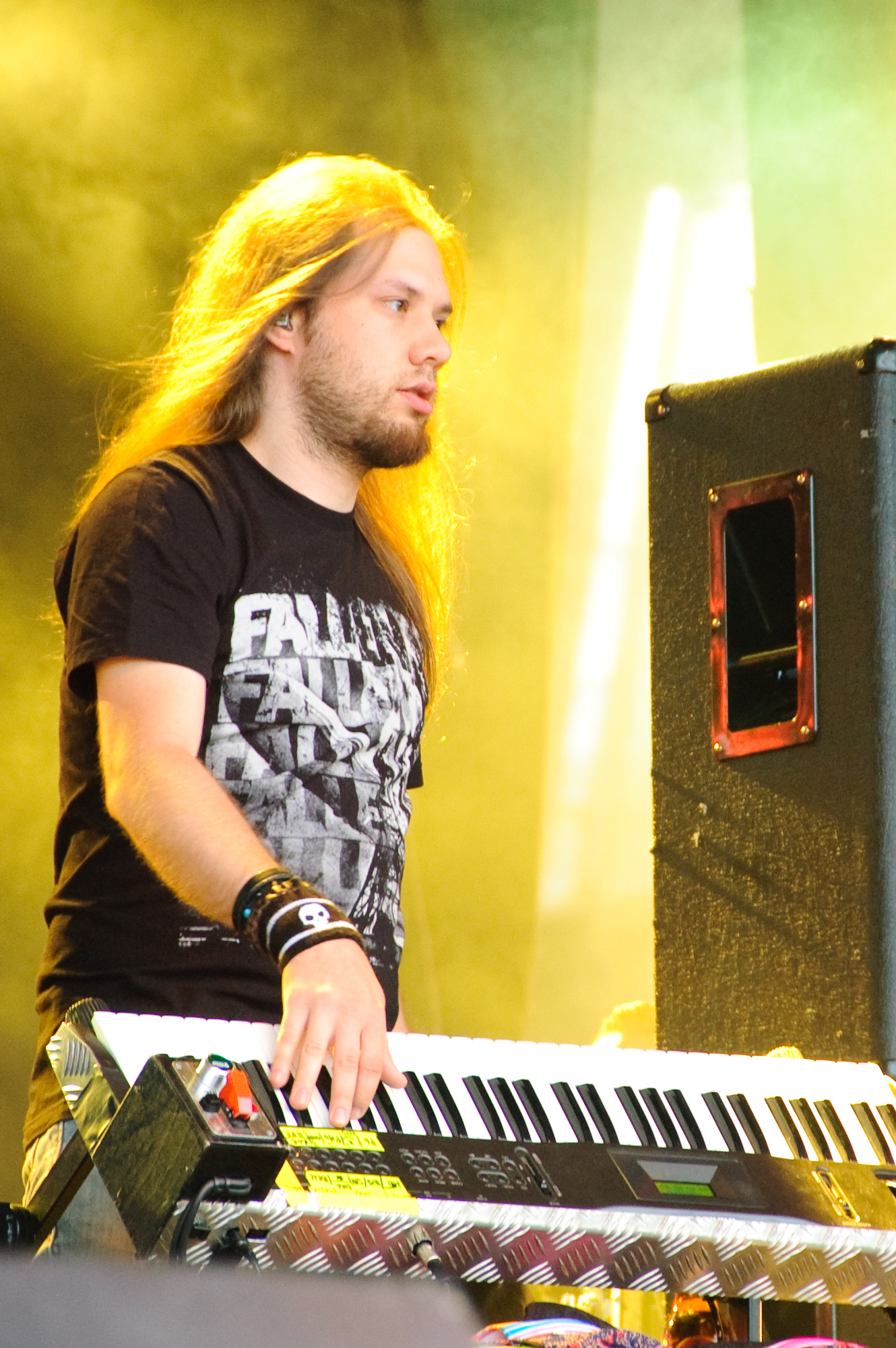
Janne Wirman, tastierista del gruppo

Gli  Warmen sono un gruppo musicale finlandese power metal con influenze neoclassiche, fondato nel 2000 come progetto parallelo del tastierista Janne Wirman dei Children of Bodom.

## Storia dei Warmen
Molte delle loro canzoni sono strumentali e la band non ha un cantante ufficiale in formazione, ma nelle tracce cantate si annoverano prestigiose collaborazioni tra cui Alexi Laiho (collega di Wirman nei Children of Bodom), Timo Kotipelto (cantante degli Stratovarius), Kimberly Goss (cantante dei Sinergy) e diversi altri.

## Formazione

### Formazione attuale
- Janne Viljami Warman - tastiere
- Antti Warman - chitarra
- Jyri Helko - basso
- Mirka Rantanen - batteria

### Ex componenti
- Lauri Porra - basso
- Sami Virtanen - chitarra

### Ospiti
- Kimberly Goss - voce
- Timo Kotipelto - voce
- Marko Vaara - voce
- Jonna Kosonen - voce
- Alexi Laiho - voce
- Pasi Rantanen - voce
- Roope Latvala - chitarra
- Jari Kainulainen - basso

## Discografia

### Album in studio
- 2000 – Unknown Soldier
- 2002 – Beyond Abilities
- 2005 – Accept the Fact
- 2009 – Japanese Hospitality

### Singoli
- 2001 – Alone
- 2005 – Somebody's Watching Me
- 2005 – They All Blame Me

### Raccolte
- 2010 – The Evil That Warmen Do